# Michele Bassi
Michele Bassi duca d'Alanno (Carpineto, 20 maggio 1764 – Chieti, 4 dicembre 1819) è stato un politico italiano.

## Biografia
Nacque a Carpineto (poi Carpineto Sinello) nel 1764 da Francesco e Cerialba Scorpione di Penne.
La famiglia Bassi, probabilmente di origine lombarda o milanese, era feudataria di Carpineto, di Montesorbo e San Giovanni nella provincia di Apruzzo Citra. 
Si formò dapprima nell'ambito familiare, subendo l'influenza dello zio Francesco Saverio Bassi, che fu arcivescovo di Chieti. In seguito fu inviato a studiare in Roma.
Egli fu in contatto con i circoli massonici nei quali punti di riferimento erano stati Pietro de Sterlich e Antonio Nolli. Nella villa di quest'ultimo entrò in contatto con gli esponenti della gioventù provinciale più aperti alle nuove istanze: Tommaso e Giuseppe Nicola Durini, Giuseppe e Gennaro Ravizza, Francesco Saverio Petroni e Giuseppe de Thomasis.
Nel 1795 si sposò con Giovanna Valignani, figlia di Valerio e Anna Maria Leognani Ferramosca, che era destinata a divenire duchessa d'Alanno.
Fissata la sua dimora in Chieti subito dopo il matrimonio, fu nominato membro della Società di Agricoltura e di Economia. Durante il periodo repubblicano del 1799 fu nominato membro dell'amministrazione centrale di Chieti, nomina a cui tentò inutilmente di sfuggire. Fu socio dell'Accademia delle Scienze.
Il 21 giugno del 1799 nacque il primogenito Francesco Luigi Giuseppe Antonio a cui spettava il titolo di duca di Alanno dopo la morte della madre; seguirono i figli Bernardo, Maria e Olimpia.
Nel 1801 Giovanna Valignani ottenne l'intestazione del ducato di Alanno; da questo momento anche il marito Michele cominciò a fregiarsi del titolo di duca d'Alanno.
Bassi fu nominato sindaco di Chieti nel 1804 e in seguito anche nel 1807 fino alla sua nomina intendente della provincia dell'Aquila il 23 maggio 1807. L'anno successivo fu nominato consigliere dell'Intendenza dell'Abruzzo Citra, ma rinunciò a tale incarico.
Con decreto del 20 novembre 1809 fu trasferito a Capua come intendente della Provincia di Terra di Lavoro. In tale città ebbe come segretario generale Francesco Saverio Petroni, nativo di Ortona dei Marsi.
Dopo il lungo periodo come intendente in Capua, nel 1815 Michele Bassi, dopo aver atteso invano una promozione ad altro incarico, si ritirò in Chieti e dopo tre anni, il 4 dicembre 1819, morì sorpreso da un colpo apoplettico nella sua abitazione nella parrocchia della Trinità, assistito dalla moglie e dai suoi quattro figli.
È sepolto nella chiesa di San Giovanni a Chieti, con una monumentale lapide in pietra scolpita.

## Discendenza
Il 17 luglio 1830 il figlio Francesco si sposò in Palena con Maria Raffaele Nanni, nativa di Roccascalegna, ma domiciliata in Palena.
Il 10 agosto 1831 la figlia Olimpia Bassi (?-1838) sposò don Vincenzo Caracciolo (1802-1846) dei principi di Pettoranello, marchese di Sant'Agapito e Gentiluomo di Camera del Re delle Due Sicilie (quest'ultimo era figlio di Giuseppe (1781-1868), III principe di Pettoranello e II Marchese di Sant'Agapito, sindaco di Napoli tra il 1836 ed il 1838).
Giovanna Valignani nel 1834 chiese che il titolo di duca d'Alanno passasse al figlio Francesco per successione anticipata. Il diploma gli fu concesso dalla Real Commissione dei titoli di nobiltà il 20 ottobre 1834.
In Chieti ancora oggi vi è il monumento funebre del duca Michele Bassi – Valignani, considerato di squisita fattura, che mostrando l'eleganza e la levigatezza plastica del Canova, fu eretto nel 1844 in una cappella della Chiesa di San Giovanni Battista.
Francesco Bassi duca d'Alanno morì nell'agosto del 1868 senza lasciare discendenti e il titolo di duca d'Alanno fu concesso al nipote Gaetano Bassi (1840-1899), figlio del fratello Bernardo. Gaetano, sindaco di Carpineto, fu inoltre deputato del Regno d'Italia.